# Carpodacus thura
Carpodacus thura е вид птица от семейство Чинкови (Fringillidae).

## Разпространение
Видът е разпространен в Бутан, Индия, Китай, Мианмар, Непал и Пакистан.